# Bolton (Ontario)
Pour les articles homonymes, voir Bolton.
Bolton est la communauté la plus peuplée de Caledon, qui est située dans la municipalité régionale de Peel, laquelle fait partie du Grand Toronto en Ontario.
Dans les documents régionaux, il est y fait allusion comme un "Rural Service Center".

## Description
Le village a été établi par James Bolton qui a bâti un moulin sur la rivière Humber dans la vallée de Bolton.
Les zones de récréation sont au nord-ouest et au sud-est. Il y a deux autoroutes "Superhighway" (autoroutes séries 400) : l'autoroute 427, environ 15 km sud-est, et l'autoroute 400, environ 14 km est avec une sortie à la rue King.
Bolton est située à 50 km au nord-est du centre-ville de Toronto, via l'autoroute 427, 20 km au nord-est du centre-ville de Brampton, 75 km au sud de Barrie, et 30 km au sud-est d'Orangeville.